# Кумтор
Кумтор (кирг. Кумтөр) — крупнейшее высокогорное золоторудное месторождение Центральной Азии, расположенное в Иссык-Кульской области Кыргызстана на расстоянии 350 км от Бишкека, на 60 км южнее озера Иссык-Куль, в 60 км от границы с Китаем. Расположенный в горной системе Тянь-Шань, на высоте более 4000 метров над уровнем моря, Кумтор является вторым в мире по высоте расположения золоторудным предприятием, уступая лишь золоторудному месторождению Янакоча в Перу. Рудник выпускает золото с 1997 года и к 30 июня 2022 года произвел более 13,8 миллионов унций или 430 тонн золота.

## История
Золоторудное месторождение Кумтор было открыто в 1978 году, а технико-экономическое обоснование по освоению месторождения подготовлено институтом «Гиналмаззолото» Главного управления драгоценных металлов и алмазов при Совете министров СССР в 1989 году. Однако освоение месторождения было отложено из-за высокой стоимости проекта — 995,4 миллионов советских рублей (около 1,46 миллиардов долларов на тот момент). Став независимым государством, Кыргызстан получил возможность привлечения западных инвестиций в разработку месторождений полезных ископаемых страны. После тщательного рассмотрения предложений нескольких инвесторов, правительство Кыргызстана отдало предпочтение предложению канадской корпорации «Камеко», являющейся одним из крупнейших в мире производителем урана. 4 декабря 1992 года в Торонто между сторонами было подписано Генеральное соглашение по проекту «Кумторзолото».
Строительство рудника началось в 1993 году и было закончено в 1997 году. В мае 1997 года компания приступила к коммерческому производству золота и уже в 1998 году компания выплавила первый миллион унций золота.

### Хронология
- 1978 — Открытие месторождения Кумтор геофизической экспедицией «Киргизгеология».
- 1989 — Публикации результатов детальной разведки месторождения Кумтор Министерством геологии СССР.
- 1992 — Поездка геологов корпорации «Камеко» по территории бывшего СССР в поисках перспективных месторождений. Подписание правительством Кыргызстана и корпорацией «Камеко» Генерального соглашения по созданию проекта «Кумторзолото».
- 1993 — Учреждение «Кумтор Оперейтинг Компани».
- 1994 — Завершение подготовки технико-экономического обоснования. Начало строительства на Кумторе.
- 1995 — Завершение подготовки и утверждение пакета финансовых документов на заем по проекту.
- 1996 — Церемония открытия золотоизвлекательной фабрики.
- 1997 — Начало коммерческого производства золота.
- 1998 — Выплавлен 1 миллион унций золота.
- 2002 — Производство золота на Кумторе превысило 100 тонн (3,2 миллиона унций). Валовая стоимость = около миллиарда долларов США при тогдашней средней цене золота 320 долларов за тройскую унцию.
- 2004 — Реструктуризация проекта. Образование «Центерры Голд Инк.». Вступление в силу Инвестиционного соглашения (22 июня 2004 года).
- 2005 — По результатам геологоразведочных работ срок эксплуатации месторождения Кумтор продлен до 2013 года.
- 2006 — 95 миллионов долларов инвестировано в модернизацию производства на Кумторе.
- 2009 — Подписание и ратификация Соглашения о новых условиях по проекту «Кумтор».
- 2010 — Капиталовложения в развитие производства — 196,7 миллионов долларов.
- 2012 — По результатам геологоразведочных работ срок эксплуатации месторождения Кумтор продлен до 2023 года, а период переработки руды на золотоизвлекательной фабрике — до 2026 года. Рекордные капиталовложения в развитие производства — 370 миллионов долларов.
- 2014 — Осуществление перевода операционной деятельности из ЗАО «Кумтор Оперейтинг Компани» в ЗАО «Кумтор Голд Компани».
- 2017 — Стратегическое соглашение по охране окружающей среды и развитию инвестиций между правительством Кыргызстана и компаниями «Центерра Голд Инк.», ЗАО «Кумтор Голд Компани», ЗАО «Кумтор Оперейтинг Компани».[5]

## Производство
Руда добывается карьерным способом методами бурения, взрывных работ, погрузки и транспортировки. Руда доставляется на дробилку и далее на фабрику, где производится измельчение руды и извлечение золота с использованием технологии «уголь в пульпе».
Расчетная производственная мощность фабрики составляет порядка 16 000 тонн руды в день. После переработки руды из неё отливается золото в виде слитков Доре, содержащих до 80 % драгоценного металла.
Слитки Доре, производимые на руднике «Кумтор», закупаются ОАО «Кыргызалтын» для дальнейшей переработки на аффинажном предприятии в городе Кара-Балта, как это предусмотрено договором о продаже золота и серебра, заключенном между «Кумтор Оперейтинг Компани», ОАО «Кыргызалтын» и правительством Кыргызстана. «Кыргызалтын» обладает исключительным правом реализации аффинированного золота и серебра.

## Собственники
Кумтор принадлежит Кыргызстану. 29 июля 2022 года канадская золотодобывающая компания Centerra Gold Inc. объявила о закрытии соглашения с правительством Кыргызской Республики и ОАО «Кыргызалтын», касающегося отчуждения права собственности Centerra на pудник «Кумтор», инвестиции в Кыргызстан и прекращения участия «Кыргызалтына» в компании.
В результате завершения соглашения, 100% акций перешли на баланс государства .
В соответствии с соглашением стороны, среди прочего, полностью и окончательно отказались от всех претензий, связанных с рудником «Кумтор».

## Спорные вопросы
В 1992 году Cameco Corporation получила права на «Кумтор» без какого-либо конкурса или аукциона. В генеральном соглашении между Cameco и правительством Кыргызстана было указано, что законы Кыргызстана применяются к компании лишь в той части, в которой они не противоречат генеральному соглашению.
Один из самых крупных инцидентов, связанных с рудником, случился 20 мая 1998 года, когда перевернулся и упал в реку Барскоон грузовик, перевозивший цианид натрия, использующийся для отделения золота от породы. В связи с утечкой цианидов было эвакуировано примерно 5 тысяч жителей села Барскоон. В конце 1998 года совместная российско-канадская экспертная комиссия пришла к заключению, что концентрация токсичных веществ в поливных водах сел Барскоон и Тамга ничтожно мала и не может причинить ущерба здоровью населения. Было проведено множество анализов, в том числе химические анализы проб лаборатории Республиканской санитарно-эпидемиологической станции, Агентства по геологии и природным ресурсам. По результатам анализа уже к 27 мая 1998 года в водах реки, отводных каналах и озере концентрация цианидов была ниже ПДК (Предельно допустимая концентрация). Они не были обнаружены в овощах и фруктах. В дальнейшем, по результатам медицинских исследований, было выявлено, что произошедшая авария не привела к росту онкологических заболеваний и изменениям на генном уровне у жителей Джети-Огузского района Иссык-Кульской области.
В 2009 году Cameco продала все свои акции в Centerra Gold Inc., после чего Кыргызстан стал мажоритарным акционером в компании. В том же году между компанией и Кыргызстаном был подписан новый договор о разработке месторождения. Тогда президентом Кыргызстана был Курманбек Бакиев. После его свержения в 2010 году он был обвинён в том, что были приняты условия, заведомо невыгодные для государства.
В связи с этим в феврале 2012 года парламентом Кыргызстана была создана временная депутатская комиссия по проверке деятельности предприятия «Кумтор». По итогам её работы в июне того же года было решено создать Государственную комиссию по комплексной проверке деятельности ЗАО «Кумтор оперейтинг компани», которую возглавил министр экономики и антимонопольной политики Темир Сариев.
В итоге в феврале 2013 года парламент Кыргызстана поддержал предложение госкомиссии по пересмотру соглашения по Кумтору от 2009 года. Правительству было поручено пересмотреть соглашение с Centerra Gold Inc. в пользу Кыргызстана. В противном случае правительство должно было расторгнуть соглашение.
В результате работы Госкомиссии 22 мая 2013 года Государственная инспекция по экологической и технической безопасности подала иск на компанию «Кумтор Оперейтинг компани» на 6,8 миллиардов сомов. 24 мая суд вернул обратно заявление. 7 июня ведомство вновь подало исковые заявления, но определениями суда от 11 и 13 июня 2013 года было отказано в их принятии.
На фоне этих событий 28 мая 2013 года около 500 жителей сёл Джети-Огузского района Иссык-Кульской области перекрыли дорогу на месторождение, требуя расторгнуть соглашение 2009 года. Вечером 30 мая несколько десятков протестующих захватили электроподстанцию и обесточили золотодобывающую фабрику. Подача энергии возобновилась рано утром 31 мая после того, как милиционеры вытеснили протестующих с территории подстанции. Президент Кыргызстана Алмазбек Атамбаев ввёл чрезвычайное положение на территории Джети-Огузского района. В итоге, обесточивание золотодобывающей фабрики привело к финансовым потерям, превышающим 4 миллиона долларов.
К октябрю 2013 года правительство Кыргызстана провело переговоры с канадской компанией и представило парламенту страны проект меморандума о создании совместного предприятия с долей 50 на 50, однако депутаты проект отклонили, потребовав добиться увеличения доли Кыргызстана в компании до 67 %.
В 2014 году правительство Кыргызстана предложило внести изменения в Водный кодекс, согласно которым запрещается деятельность, влияющая на ускорение таяния ледников, сделав исключения для ледников Давыдова и Лысый, находящихся в зоне разработки Кумтора. В своей справке-обосновании правительство доказывало бюджетообразующее место Кумтора в экономике Кыргызстана.
Тем временем у правительства был готов следующий вариант меморандума по реструктуризации Кумтора и представлен депутатам в феврале 2014 года, парламент Кыргызстана поддержал реструктуризацию Кумтора. Однако в декабре 2015 года было заявлено о том, что правительство Кыргызстана выходит из переговоров и намерено инициировать новый вариант реструктуризации проекта. На этом фоне стал вопрос о возможной остановке предприятия — до сих пор не были приняты поправки в Водный кодекс, разрешающие деятельность на Кумторе.
В этом же году Верховный суд поддержал апелляционную жалобу Госэкотехинспекции к компании и вернул рассмотрение дел в Межрайонный суд. Так начался второй этап рассмотрения исков. В 2016 году суд вынес решения в пользу ведомства. Принципиальная разница в рассмотрении исков Госэкотехинспекции в 2013 и 2016 годах заключается в том, что в 2013 году власти Кыргызстана целенаправленно затормозили судебный процесс, дожидаясь итогов переговоров с Centerra Gold о реструктуризации проекта «Кумтор».
Судебные тяжбы перешли в международные инстанции и тянулись до подписания Стратегического соглашения по охране окружающей среды и развитию инвестиций между компанией Centerra и правительством Кыргызстана. После подписания соглашения, стороны урегулировали все спорные вопросы и все существующие арбитражные и экологические иски. 16 ноября 2017 года были приняты и поправки в Водный кодекс, разрешающие промышленную деятельность вблизи ледников Давыдова и Лысый.
17 мая 2021 года парламент Кыргызстана на основании выводов государственной комиссии принял постановление о введении на объекте временного внешнего управления в связи с «безответственными действиями» Centerra Gold Inc., которую обвинил в грубых нарушениях экологических норм. Также суд в Бишкеке обязал разработчика «Кумтора» выплатить государству 3 млрд долл. в качестве компенсации за незаконное складирование отходов на ледниках Давыдова и Лысый, чья площадь из-за этого уменьшилась втрое. В ответ Centerra Gold Inc. подала в Канаде и в международный арбитражный суд иски с формулировкой «захват рудника правительством Кыргызстана» в отношении действий правительства Кыргызстана. Кроме того, компания утверждает, что 12 мая власти республики через ОАО «Кыргызалтын» и по поддельному платежному поручению пытались увести со счетов предприятия около 29 миллионов долларов.

## Роль Кумтора в экономике Кыргызстана
По предварительным данным Национального статистического комитета Кыргызстана, влияние Кумтора на макроэкономические показатели Кыргызстана в 2019 году выглядит следующим образом:
- Доля «Кумтора» в ВВП страны в 2019 году составила 9,8 %.
- Доля «Кумтора» в общем объеме промышленного производства 20,8 %.

## Прогноз на год
На Кумторе объем производства золота в 2022 году должен составить свыше 17,3 тонн золота.